# Гравіметр

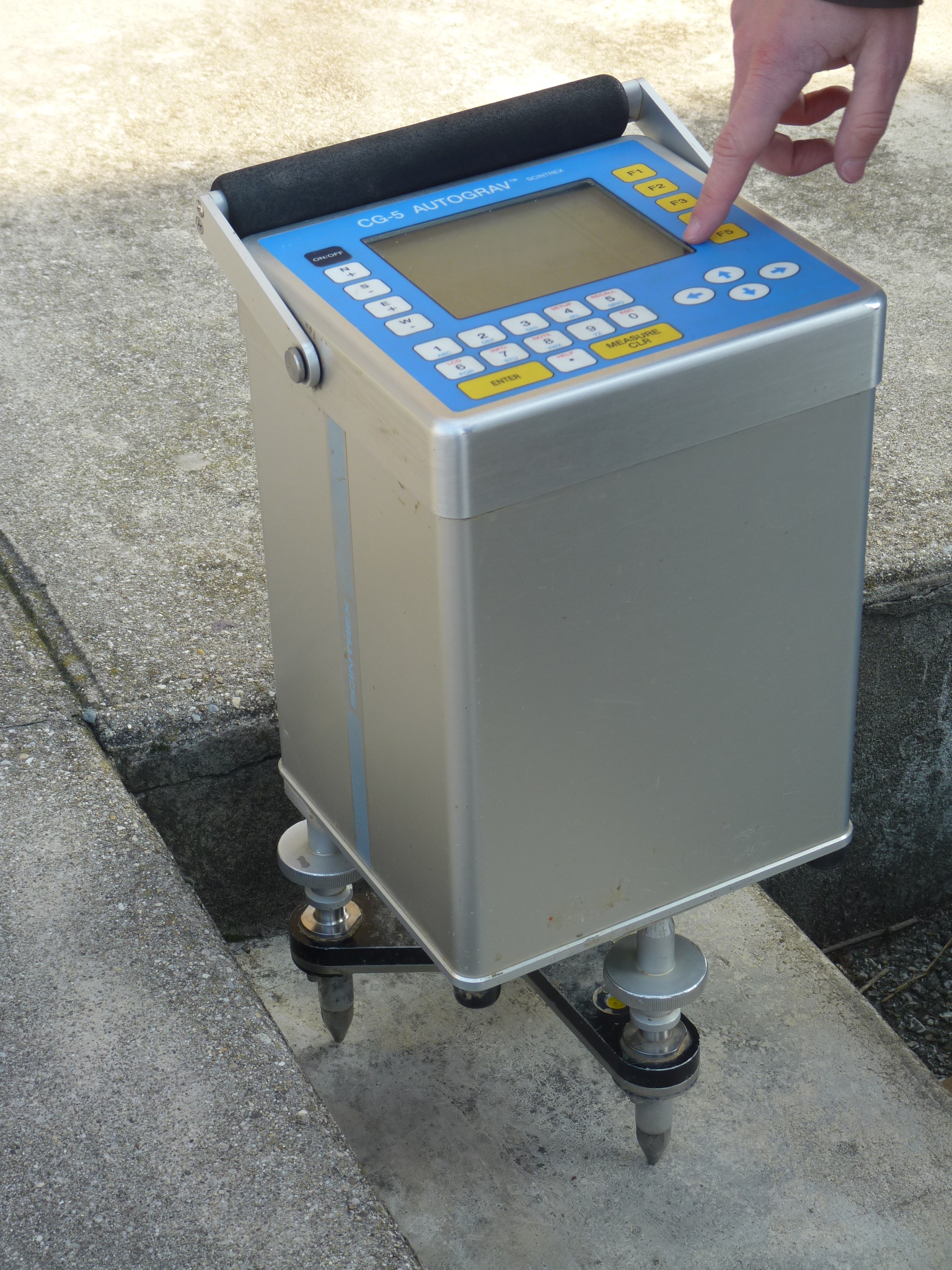
Гравіметр CG-5

Гравіметр (рос. гравиметр, англ. gravimeter, нім. Gravimeter n, Schweremesser m) — прилад для вимірювання прискорення сили тяжіння. Гравіметри, призначені для абсолютних вимірювань, забезпечують похибку 0,03–0,07 мГал, польові для відносних вимірювань — 0,1–0,01 мГал, донні та свердловинні — 0,1–0,3 мГал, морські — 0,5–3 мГал, аерогравіметри — до 4 мГал (1 мГал = 10-5 м·с-2).